# روبرت كورينغو
روبرت كورينغو هو سياسي أمريكي، ولد في 25 مارس 1983 في مقاطعة سانت لويس في الولايات المتحدة. نشط حزبياً في الحزب الجمهوري. وقد انتخب عضو مجلس نواب ولاية ميزوري ‏.